# Scontromeryx
Lo scontromerice (gen. Scontromeryx) è un mammifero erbivoro estinto, appartenente agli artiodattili. Visse all'inizio del Miocene superiore (Tortoniano, circa 11 - 10 milioni di anni fa) e i suoi resti fossili sono stati ritrovati in Italia.

## Descrizione
L'aspetto di questo animale doveva richiamare quello di un piccolo cervo o di un'antilope. Le dimensioni variavano da quelle di un capriolo a quelle di un piccolo daino, e le specie più grandi probabilmente pesavano circa 50 chilogrammi. Il cranio era dotato (almeno in alcune specie, come Scontromeryx mazzai) di due corna rivolte indietro e altre due corna più piccole proiettate in avanti, sopra le orbite. Al contrario di altri animali simili come Hoplitomeryx, rinvenuto in Gargano, mancava un corno centrale e i due canini superiori sporgenti. Un'altra caratteristica distintiva di Scontromeryx rispetto a Hoplitomeryx era la presenza dei secondi molari inferiori e superiori, che ne denotava un maggior grado di primitività.
I denti nella zona delle guance erano brachidonti o mesodonti (a seconda delle specie), possedevano smalto dentario liscio o rugoso; i molari inferiori erano sprovvisti della "Palaeomeryx-fold" e della "Dorcatherium-fold", sporgenze tipiche di molti ruminanti primitivi. La mandibola era solitamente snella ma, nelle specie S. mazzai e S. magnus, era pachiostotica.
Come Hoplitomeryx, anche Scontromeryx era dotato di un metatarso fuso con il navicocuboide e dotato di un solco metatarsale chiuso distalmente, e il condilo interno dell'astragalo era più piccolo di quello esterno. Rispetto alla forma del Gargano, tuttavia, l'astragalo differiva in alcuni aspetti della trochlea.

## Classificazione
Il genere Scontromeryx venne descritto nel 2014 da Alexandra van der Geer sulla base di resti fossili ritrovati a Scontrone (Abruzzo, Italia), precedentemente attribuiti al ruminante Hoplitomeryx (Mazza e Rustioni, 2011). Sono note varie specie, tutte provenienti dal giacimento di Scontrone: S. minutus (la specie tipo), S. falcidens, S. apulicus, S. apruthiensis, S. magnus e S. mazzai. Queste specie sono state interpretate come radiazioni adattative (cladogenesi), come risultato di distribuzione ecologica e sostituzione di caratteri. Sembra che Scontromeryx fosse più basale rispetto a Hoplitomeryx, ma non è del tutto chiaro il rapporto di parentela fra i due generi (van der Geer, 2014). Questi due animali fanno parte di una famiglia (Hoplitomerycidae) ad oggi nota solo nell'Italia meridionale, forse derivata da antenati moscoidi come Amphimoschus.